# 세이니군

포들라스키에주 지도에 표시된 세이니군의 위치

세이니군(폴란드어: powiat sejneński)은 폴란드 포들라스키에주에 위치한 군으로 군청 소재지는 세이니이며 면적은 856.07km2, 인구는 20,002명(2019년 기준), 인구 밀도는 23명/km2이다.
남쪽으로는 아우구스투프군, 서쪽으로는 수바우키군과 접하며 북동쪽으로는 리투아니아, 동쪽으로는 벨라루스와 국경을 접한다. 6개 지방 자치체(1개 도시, 1개 도시형 농촌, 4개 농촌)를 관할한다.

군기
군 문장